# My Heart Can't Beat Unless You Tell It To
Pour plus de détails, voir Fiche technique et Distribution.
My Heart Can't Beat Unless You Tell It To est un film américain réalisé par Jonathan Cuartas sorti en 2020.

## Fiche technique
- Titre original : My Heart Can't Beat Unless You Tell It To
- Réalisation : Jonathan Cuartas
- Pays :  États-Unis
- Langue : anglais
- Dates de sortie : 
  - États-Unis : 2020
  - France : 10 mars 2022 (vidéo)

## Distribution
- Patrick Fugit : Dwight
- Owen Campbell : Thomas
- Ingrid Sophie Schram : Jessie